# Giulio Acquaviva
|  | Per a altres significats, vegeu «Giulio Acquaviva d'Aragona». |

Giulio Acquaviva, comte de Conversano, només és digne de menció per un fet de cavaller, en el que prengué part, segons costum del seu temps. Per donar fi a la rivalitat entre la cas dels Acquaviva i una altra distingida família de Noja, els Caraffa, es concertà un duel a camp tancat, que va tenir efecte a la ciutat de Nuremberg, acabà amb la victòria de Giulio Acquaviva, el qual aconseguí ferir al combatent dels Caraffa en un braç.